# Demona
Demona (ur. 30.01.1961; padła 10.11.1990) – gniada klacz pełnej krwi po: ojciec - Masis i matka Dziwożona II; hodowla: Stadnina koni w Mosznej.
Startująca na Służewcu podczas trzech sezonów na 18 startów wygrała 14 gonitw. W 1963 – 4 starty i 4 zwycięstwa (w tym Nagrody: Ministerstwa Rolnictwa i Stolicy); w 1964 – 7 startów i 6 zwycięstw (w tym: Nagrody: Rulera, Iwna, Derby, Wielka Warszawska, Berlina i St.Leger w Wiedniu); w 1965 – 6 startów i 4 zwycięstwa (w tym Nagrody: Widzowa, Prezesa Rady Ministrów i Wielka Warszawska). Matka wielu końskich znakomitości, w tym Demon Cluba.
W okresie powojennym w drugiej połowie XX. w. była jedynym koniem, który utrzymał prymat wśród zwycięzców w kategoriach wiekowych 2-, 3- oraz 4-letnich.
Demona posiada w Stadninie koni Moszna symboliczny grób.